# Quirin Mark
Quirin Mark (geboren 20. Januar 1753 in Littau, Mähren; gestorben 24. September 1811 in Wien, Kaisertum Österreich) war ein österreichischer Kupferstecher, Maler und Zeichner.

## Leben
Quirin Mark besuchte in Mähren die Schule und kam nach Wien, wo er bei Jacob Matthias Schmutzer zum 
Kupferstecher ausgebildet wurde. Er fertigte Vignetten, Titelkupfer und Kupfer zu verschiedenen Werken.
Er stach Porträts, so von den Mitgliedern der kaiserlichen Familie. Zu dem 1775 erschienenen Band über die Straßenhändler Wiens Kaufruf von Johann Christian Brand fertigte er mehrere Blätter nach dessen Zeichnungen. Einer seiner Schüler war Blasius Höfel, der 1812 Marks Tochter Karoline heiratete.
Mark wurde Mitglied der kaiserlichen Akademie der Künste in Wien. Er war seit 1804 Eigentümer eines Hauses in Margareten. 

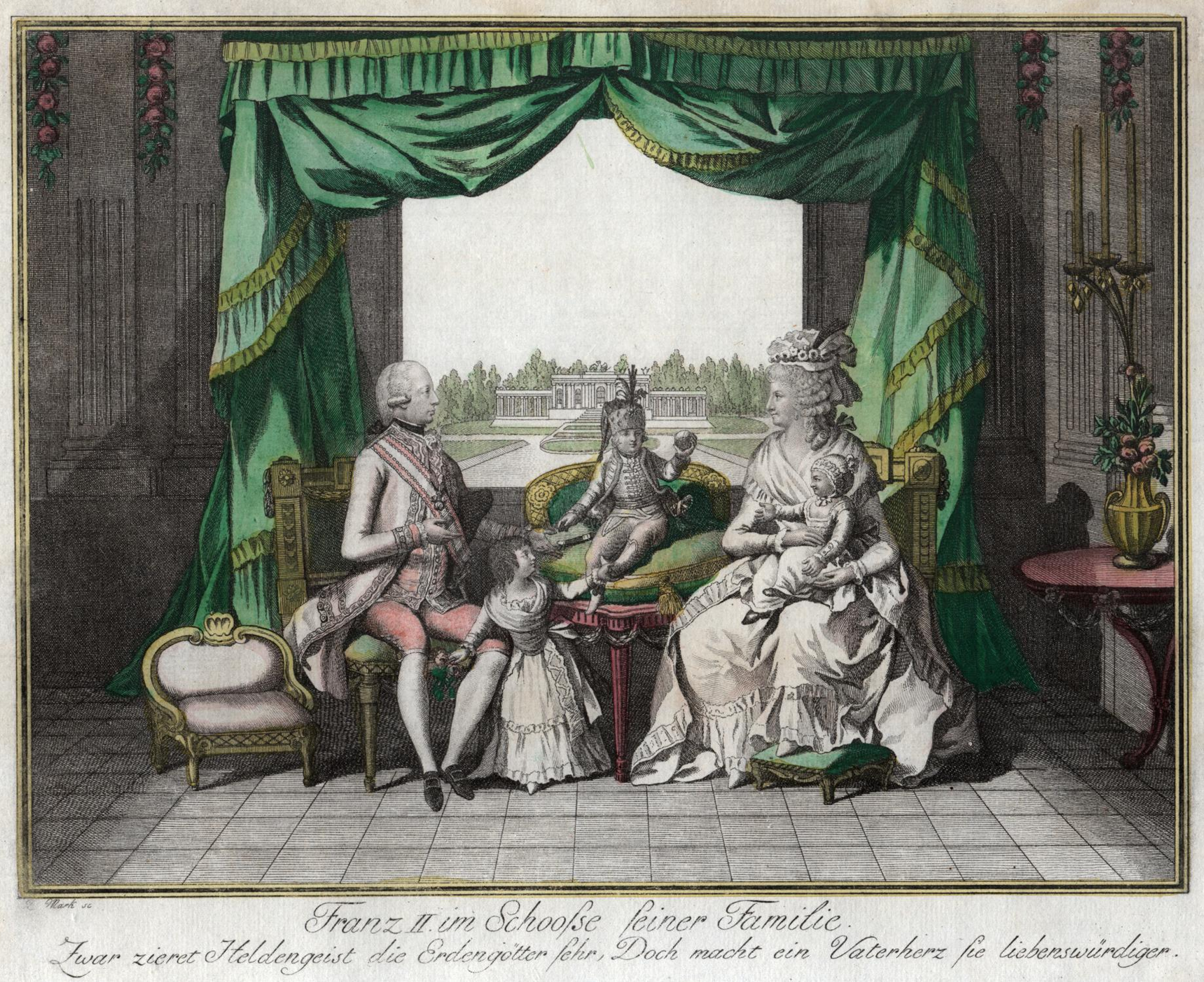
Familie des Kaisers
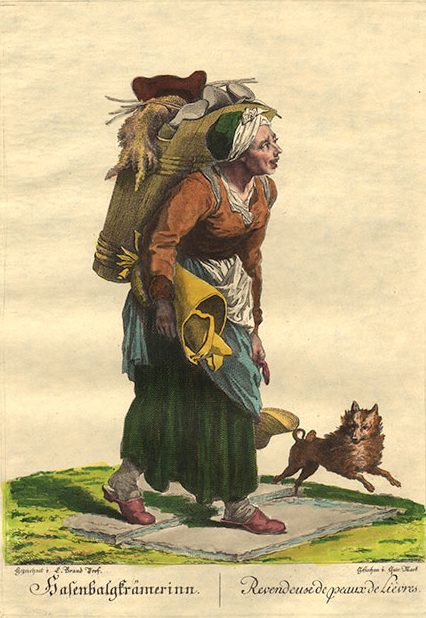
Hasenbalgkrämerin nach Johann Christian Brand
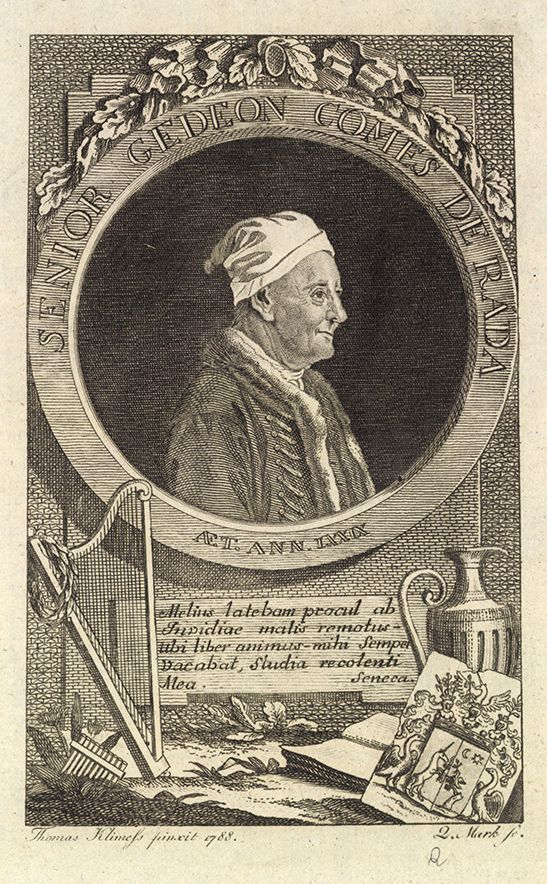
Der Dichter Gedeon Ráday